# Cantone di Saint-Agnant
Il Cantone di Saint-Agnant era una divisione amministrativa dell'arrondissement di Rochefort.
A seguito della riforma approvata con decreto del 27 febbraio 2014, che ha avuto attuazione dopo le elezioni dipartimentali del 2015, è stato soppresso.

## Composizione
Comprendeva i comuni di:
- Beaugeay
- Champagne
- Échillais
- La Gripperie-Saint-Symphorien
- Moëze
- Port-des-Barques
- Saint-Agnant
- Saint-Froult
- Saint-Jean-d'Angle
- Saint-Nazaire-sur-Charente
- Soubise